# ルカ・アルジェンテロ
ルカ・アルジェンテロ（Luca Argentero、1978年4月12日 - ）は、イタリア出身の俳優である。

## 出演作品

### 映画
- 食べて、祈って、恋をして（2010年）- ジョヴァンニ
- 裏切りのスナイパー（2012年）- ニコラ
- 今ドキ女子の恋愛ショコラティエ（イタリア語版）
- ただ、ひとりの父親（英語版、イタリア語版）
- 恋するショコラ（英語版、イタリア語版）（マティア）
- 愛と欲望 ミラノの霧の中で（英語版、イタリア語版）

### テレビドラマ
- DOC あすへのカルテ（2020年 - ）- アンドレア・ファンティ